# Икэда, Хироми
Хиро́ми Икэда (яп. 池田 浩美, в девичестве — Исодза́ки (яп. 磯﨑); род. 21 июля 1968, Хондзё, Сайтама, Япония) — японская футболистка, защитник.

## Карьера
Всю клубную карьеру Икэда провела в клубе «Тасаки Перуле». В 2003 году стала чемпионкой Японии.
Провела 119 матчей за сборную Японии, участвовала в четырёх чемпионатах мира и двух Олимпийских играх. На играх в Пекине была капитаном команды.

## Достижения

### Клубные
«Тасаки Перуле»
- Чемпионка Японии: 2003
- Обладательница Кубка Японии (4): 1999, 2002, 2003, 2006

Сборная Японии
- Серебряный призёр чемпионата Восточной Азии: 2008

### Личные
- Новичок года в Л-Лиге: 1995